# Giuseppe Ciresi
Giuseppe Ciresi (Termini Imerese, 5 settembre 1924 – 25 novembre 1981) è stato un politico italiano senatore della VII legislatura.

## Biografia
Coniugato con due figli ha esercitato la professione medica per più di 30 anni. 
È stato Direttore Sanitario dello Stabilimento termale di Termini Imerese. Consigliere comunale della sua città natale, per lunghi anni, nella quale in più occasioni ha ricoperto la carica di assessore e vicesindaco. 
Componente della Direzione Nazionale del Partito Repubblicano Italiano, è stato eletto senatore per lo stesso partito nella VII Legislatura subentrando al posto del senatore Pietro Pitrone, deceduto nel 1978 e fu membro della Commissione Agricoltura, della Commissione Lavoro e della Commissione d'inchiesta sul Belice.